# Rábida
Rábida ist eine der Galapagosinseln. Die etwa fünf Quadratkilometer große Insel, die von Chileflamingos, Galápagos-Seebären, Braunpelikanen, Tölpeln, Bahamaenten und Darwinfinken bewohnt wird, liegt 4,3 km südlich der Insel San Salvador. Die eisenoxidhaltige Vulkanschlacke färbt den Sand der Insel dunkelrot. Von Touristen oft besucht werden die Salzwasserlagune und Sandstrände im Norden der Insel.
Die Insel war auch als Jervis-Insel bekannt, benannt nach dem britischen Admiral John Jervis, Earl of St. Vincent (1735–1823).